# Pelmatolapia mariae
Pelmatolapia mariae, thường được gọi là cá rô phi đốm, là một loài cá nước ngọt nhiệt đới thuộc chi Pelmatolapia trong họ Cá hoàng đế. Loài này được mô tả lần đầu tiên vào năm 1899.

## Phân bố và môi trường sống
P. mariae được tìm thấy trong các đầm phá ven biển và hạ lưu các con sông thuộc khu vực Tây và Trung Phi (từ Bờ Biển Ngà đến Cameroon). Loài này ưa sống trong vùng nước tĩnh lặng hoặc chảy qua các bãi đá, có đáy bùn hoặc cát; môi trường nước có độ pH vào khoảng 6,0 - 8,0 và nhiệt độ từ 20 đến 25 °C.

## Mô tả
P. mariae có thể phát triển đạt tới chiều dài tối đa là 32 cm, nhưng phổ biến ở mức 17,5 cm. Cá trưởng thành có thân màu xanh ôliu với một hàng đốm màu đen ở hai bên thân. Số ngạnh ở vây lưng: 15 - 17; Số vây tia mềm ở vây lưng: 13 - 15; Số ngạnh ở vây hậu môn: 3; Số vây tia mềm ở vây hậu môn: 10 - 11; Số đốt sống: 29 - 32. Cá con có màu vàng nhạt với 7 - 9 dải sọc màu đen ở hai bên thân. Thức ăn chủ yếu của P. mariae là động vật không xương sống nhỏ, các loại rong tảo và các sinh vật phù du.
Mùa sinh sản của loài P. mariae rơi vào các tháng 11, tháng 3 - 4 và tháng 7 - 9. Tổ được làm từ các khúc gỗ, lá mục và đá vụn. Những quả trứng (khoảng 600 - 3000 trứng ở mỗi cá mái) sẽ được bảo vệ bởi cả cá bố và cá mẹ; trứng nở sau dó khoảng 1 - 3 ngày. Cá con vẫn nhận được sự che chở của bố mẹ cho tới khi đạt đến chiều dài khoảng 2,5 đến 3 cm. Điều này có thể giúp giải thích tại sao cá rô phi đen có thể sống trong nhiều môi trường sống khác nhau và trở nên thống trị so với các quần thể cá khác trong cùng khu vực.

## Loài xâm lấn
P. mariae được coi là loài xâm lấn ở châu Úc. Người ta nghĩ rằng tất cả các quần thể của P. mariae bắt nguồn từ việc nhập khẩu chúng cho ngành công nghiệp thủy sản nước ngọt từ Singapore hoặc Indonesia. Sau đó, một số cá thể đã trốn thoát ra ngoài và tạo nên các quần thể tự phát. Vì P. mariae có xu hướng thống trị môi trường sống của chúng, cộng thêm bản tính hung dữ và mạnh mẽ nên chúng đã gây hại cho các quần thể cá khác trong khu vực.
Điển hình là P. mariae đã được tìm thấy trong ao nước làm mát của trạm năng lượng Hazelwood tại bang Victoria, Úc. Nhiệt độ nước ở Victoria quá thấp để chúng có thể tồn tại bên ngoài nơi này, tuy nhiên chúng đã gây một mối phiền toái đối với nhà máy điện ở đây.
Kể từ khi P. mariae được coi là một loại cá gây hại mức 3 ở Úc, việc mua bán loài này bị cho là bất hợp pháp ở bang New South Wales nếu không trình được giấy phép. Ngành thủy sản ở New South Wales đang giám sát chặt chẽ quần thể của loài P. mariae này và tiền phạt sẽ là 11.000 đô la Úc cho việc sở hữu hoặc mua bán loài cá này.

## Hình ảnh

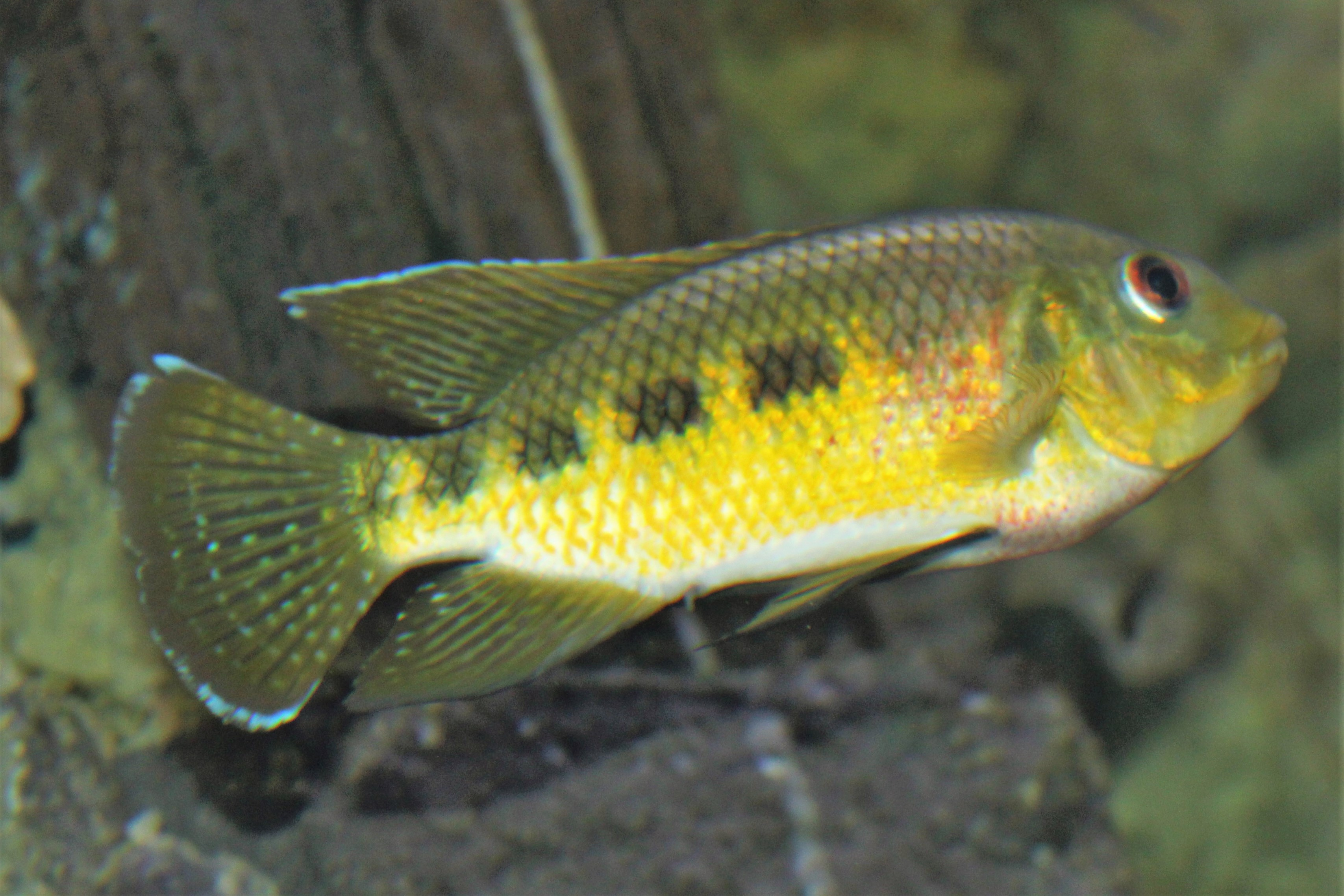
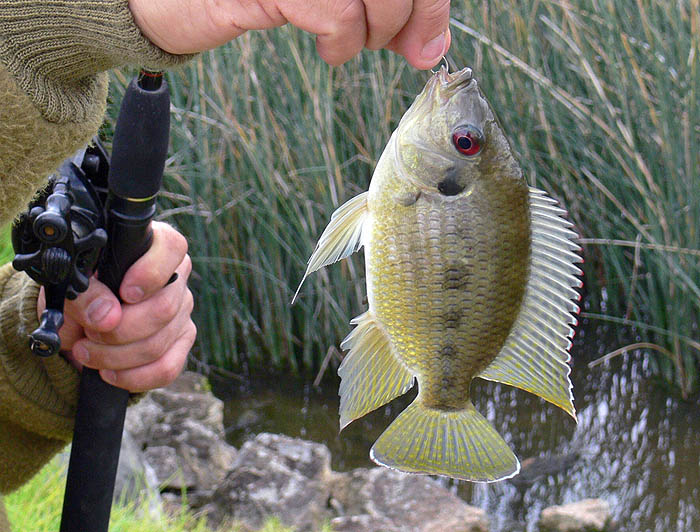
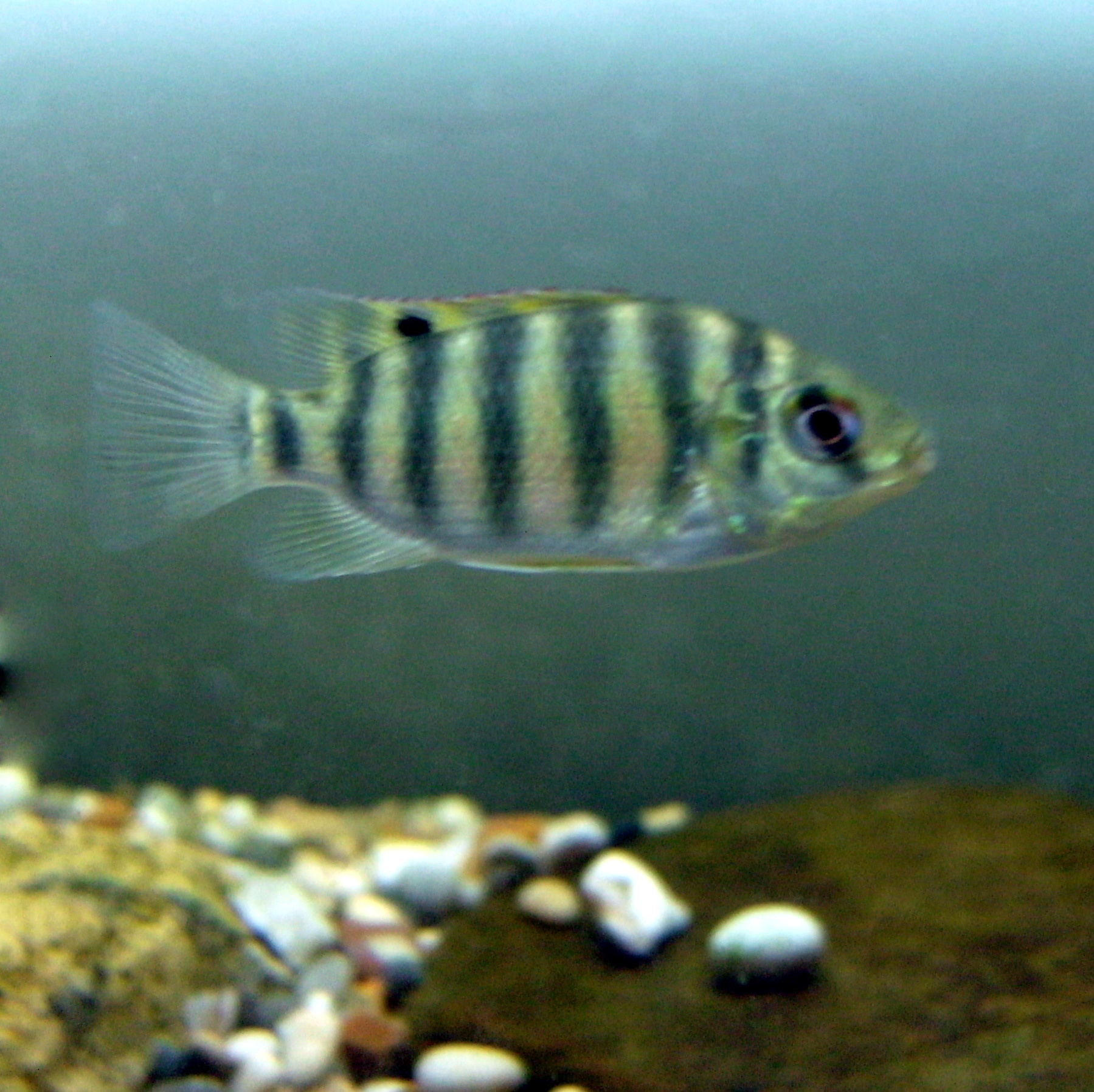
Cá con